# Matkó István
Kézdivásárhelyi Matkó István (Kézdivásárhely, 1625 – Kolozsvár, 1693) magyar református lelkész, egyházi író.

## Élete
Szülőföldjén, Kolozsvárt és Gyulafehérvárt (ahol megtanult héberül, görögül és angolul) végezte tanulmányait, különösen a nyelvek ismeretében szerzett nagy jártasságot; azután kézdivásárhelyi, később szászvárosi iskolaigazgató, majd borbereki lelkész lett. Innét II. Rákóczi György erdélyi fejedelem rendeletéből Karánsebesre ment, hogy az odavaló oláh reformátusoknak saját nyelvükön prédikáljon. Ennek a vidéknek 1658-ban történt feldúlásakor Erdélybe menekült, ahol Barcsay Ákos fejedelem parancsára (állítólag mivel a hűségesküt vonakodott letenni) az év végén Sebesvárott börtönbe került. A reá költött vádak alól tisztázta magát és három és fél hónapi fogság után kiszabadult. Ekkor radnóthi, azután szamosujvári lelkész lett, 1660-ban pedig Felsőbányára került, ahol több ideig működött, de már 1668 elején Zilahon volt. Innét Tordára ment, 1682-től pedig Kolozsvárott lelkészkedett, ahol 1690-ben kolozskalotai esperes lett. Egyike volt a XVII. század legkiválóbb magyar protestáns hitvitázóinak, és Sámbár Mátyás jezsuitával folytatott polemiája egy nyilvános vitában élőszóban is nyilvánult. Beszélik róla, hogy felsőbányai prédikátor korában Sámbárral halálos téttel vitatkozott és legyőzvén ellenfelét, életének megkegyelmezett és csak két fogát húzatta ki. Nem tekintve ezt a legendát (amely onnan eredhetett, hogy egyik iratában Sámbárt "Foga vesztett Pater"-nek nevezte) annyi a valóság, hogy Sámbárral hevesen és sok ideig vitatkozott és iratai is Sámbár ellen készültek.

## Művei
- 1. Fövennyen épített Haz Romlasa; avagy Három kérdések körül gögösön futkározo Sambar Matyas Jesuita Ina Szakadasa. Melyben világoson megbizonyíttatik a Szent Irasbol, I. Hogy a Pápista Vallás nem igaz Vallás. II. Hogy csak az egy Apostoli Vallás igaz, mellyet a' Cálvinisták álhatatosan vallanak. III. Hogy a Pápisták ellenkeznek a Sz. Irással, és a' régi igaz Romai Vallással, nem a' Cálvinisták (Szeben), 1666
- 2. Kegyes cselekedetek Rövid Ösvenykeje, mellyen A' kegyesség gyakorlásának derék uttyára sietvén egy jó lelkű Uton járo (minek utánna már véghez vitte Istenével való szent beszélgetését az Imádságot) tudakozza ut mutatojától a' kegyes élet uttyát, a' holott Az Ut mutato minden karban, nemben és hivatalban lévő embereknek általutat mutat, az Isten előtt kedves, mások előtt becsületes és magokra nézve hasznos cselekedeteknek el-követésére a szent irásbol, mellyet Szedegetett és forditott Angliai nyelvből a kegyes életre vágyodoknak hasznokra. Uo. 1666 (Nagy-Károly, 1762)
- 3. X, ut Tök, Könyvnek eltépése Avagy, Banyasz Csakany. Mellyel amaz Fövenyen épitett s-már leromlott házát, elébbi fövenyre sikeretlen sárral ragatni akaró és 1000. mocsokkal eszelössen szinlő s-mázló Sambar Mattyas nevü tudatlă sár gyúró megcsákányoztatik ... (Sárospatak), 1668
- 4. Kegyes lelkeket idvességre tápláló Mennyi Élő Kenyér: Avagy az Ur Vacsorájával jól élőknek, a Jesus Christus szent, Testével vagy Vérével való igaz közösüléseknek Sz. irás szerint való jó módgya és rendes úttya; Mellyet Anglia nyelvből Magyar nyelvre forditott, Nemzete hasznára ... Kolosvár, 1691
- 5. Isten Haragjanak Igazat, s hitetlent ki-vágó Éles Kardgya; Mellyet hüvelyéből maga ki-vonván I, Fenyeget minden büneiben meg-átalkodott Népet, el-kerülhetetlen romlással ... Uo. 1691
- 6. Levelei Teleki Mihályhoz. Felső-Bánya, 1865. ápr. 18. és decz. 22. (Prot. Közlöny 1886. 48. sz.)